# Luc Bondy

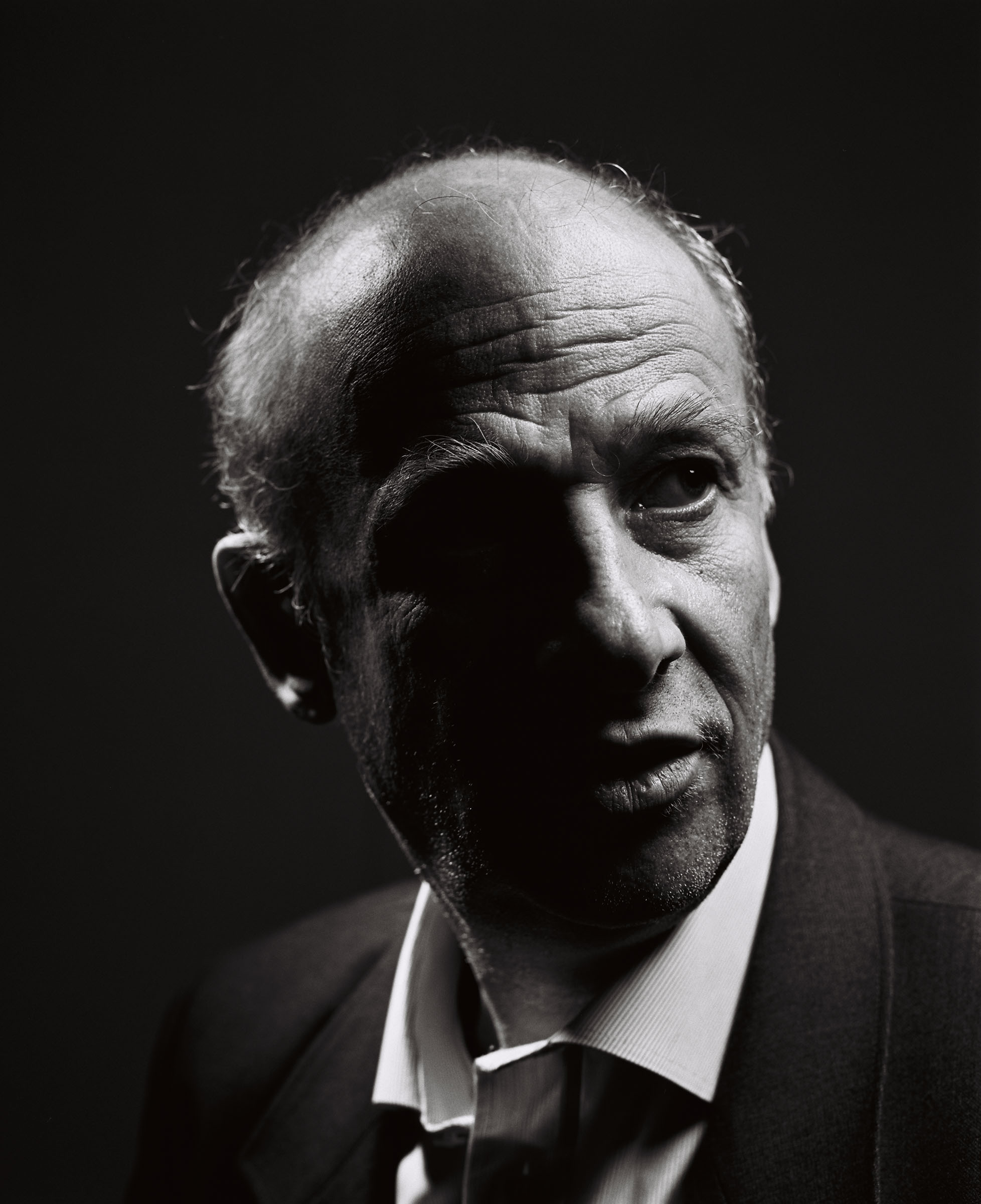
Luc Bondy, Berlin, Porträt von Oliver Mark, 2005

Luc Bondy (17. Juli 1948 in Zürich – 28. November 2015 ebenda) war ein Schweizer Theater-, Film- und Opernregisseur. Von 2002 bis 2013 war er Intendant der Wiener Festwochen.

## Leben
Luc Bondy stammte aus einer bekannten Theater- und Literatenfamilie; er war der Sohn des österreichisch-ungarischen Publizisten und Essayisten François Bondy und ein Enkel des Autors und Dramaturgen N. O. Scarpi. Bondy hatte eine schwierige Kindheit, wuchs zeitweise in einem südfranzösischen Kinderheim auf, besuchte ein Internat und kam 1967 nach Paris, um an der Pantomimenschule von Jacques Lecoq zu studieren. 1969 erhielt er eine Anstellung als Regieassistent am Hamburger Thalia Theater, wo er unter anderem bei Gustav Manker und Boy Gobert assistierte. Ab 1970 entstanden erste eigene Inszenierungen: am Düsseldorfer Schauspielhaus Leonce und Lena von Georg Büchner, in Göttingen Der Narr und die Nonne von Stanisław Ignacy Witkiewicz und in Hamburg Die Zofen von Jean Genet (ein leerer, sandiger Kampfplatz in einer Fabrik mit glatzköpfigen Schauspielerinnen). 1973 gelang ihm mit Edward Bonds Die See am Residenztheater München der Durchbruch. Es spielten unter anderem Siegfried Lowitz und Walter Schmidinger. Die Inszenierung wurde zum Berliner Theatertreffen eingeladen.

### Frankfurt, Hamburg und Paris
Ab 1974 war er als Hausregisseur am Schauspiel Frankfurt engagiert und prägte – neben Peter Palitzsch und Hans Neuenfels – den Stil des Hauses und des Ensembles. An diesem Haus präsentierte er 1975 erstmals ein Stück des in Deutschland damals völlig vergessenen Rokoko-Dichters Pierre Carlet de Marivaux – Die Unbeständigkeit der Liebe – und konnte damit einen großen Erfolg erringen. Auch diese Inszenierung wurde zum Berliner Theatertreffen eingeladen sowie in der Folge noch elf weitere Arbeiten des Regisseurs. Er inszenierte aber auch am Schauspiel Köln, am Hamburger Schauspielhaus und an den Münchner Kammerspielen. 1976 begann seine Zusammenarbeit mit der Berliner Schaubühne am Halleschen Ufer, mit Else Lasker-Schülers Die Wupper. 1977 folgte dort Alfred de Mussets Man spielt nicht mit der Liebe.
1978 debütierte er als Opernregisseur mit der Alban-Berg-Oper Lulu an der Hamburgischen Staatsoper, damals noch in der zweiaktigen Fassung aus dem Nachlass des Komponisten. Ebendort folgte 1981 die andere Alban-Berg-Oper, der Wozzeck. Bühnen- und Kostümbildner beider Produktionen waren Rolf und Marianne Glittenberg, die lange Jahre mit Bondy in Schauspiel und Musiktheater zusammenarbeiteten. Auch in der Oper reüssierte der Regisseur auf Anhieb, seine Operninszenierungen waren in den folgenden Jahrzehnten in Wien, München, New York, Brüssel und Paris, sowie bei den Festspielen von Salzburg, Aix-en-Provence und Edinburgh zu sehen.
1984 folgte seine erste Regie in Frankreich – Schnitzlers Das weite Land in Nanterre mit Michel Piccoli und Bulle Ogier als Ehepaar Hofreiter – und der große Erfolg dieser Produktion führte zu stets wiederkehrenden Einladungen nach Paris. Unter dem Titel Terre étrangère verfilmte der Regisseur Schnitzlers Werk auch im Jahr 1987, in einer österreichisch-deutsch-französisch-italienischen Koproduktion, wiederum mit Piccoli und Ogier (Ehepaar Hofreiter), sowie mit Milena Vukotic, Jutta Lampe, Wolfgang Hübsch, Dominique Blanc, Gabriel Barylli sowie Paulus Manker als Komponist Alexander Korsakow.

### Schaubühne am Lehniner Platz

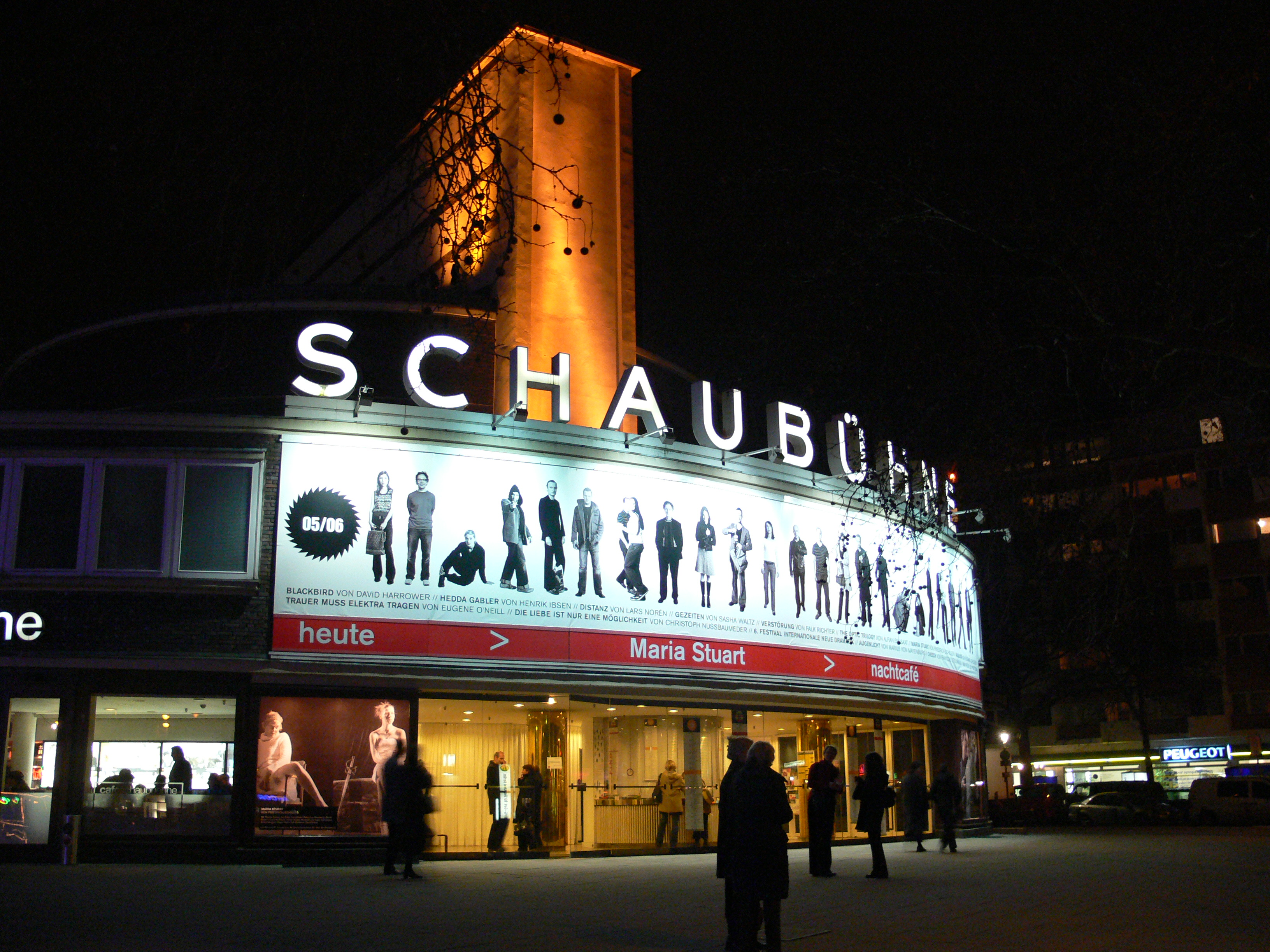
Schaubühne am Lehniner Platz

Nach dem Rücktritt Peter Steins von der Direktion der Berliner Schaubühne am Lehniner Platz wurde Luc Bondy – gemeinsam mit den Dramaturgen Dieter Sturm und Christoph Leimbacher – für viele überraschend 1985 in das Leitungsgremium berufen. Er blieb dort zwar nur bis 1988 Kodirektor, inszenierte aber bis 1995 weiterhin an diesem Haus. In Berlin brachte er 1985 wieder ein Marivaux-Stück heraus, Der Triumph der Liebe, erneut eingeladen zum Berliner Theatertreffen – eine Aufführung, die auch verfilmt wurde. Die Besetzung mit Jutta Lampe, Corinna Kirchhoff, Thomas Holtzmann, Libgart Schwarz, Ernst Stötzner, Mathias Gnädinger und Paul Burian war hochkarätig. Luc Bondy inszenierte an der Schaubühne Stücke von Cami, Guitry, Handke, Molière, Ostrowskij und Shakespeares selten gespieltes Wintermärchen. Auch befasste er sich ausführlich mit dem dramatischen Œuvre von Botho Strauß: Kalldewey (1982), Die Fremdenführerin (1986), Die Zeit und das Zimmer (Uraufführung 1989) und Schlußchor (1992, ausgezeichnet als Inszenierung des Jahres durch die Kritikerumfrage von Theater heute).
Auch nach seiner Zeit an der Schaubühne sollte Botho Strauß eine wichtige Achse seiner Arbeit bleiben. Beispielsweise inszenierte er 2002 am Berliner Ensemble die Uraufführung von Unerwartete Rückkehr und 2005 ebendort – mit Edith Clever und Jutta Lampe – Die eine und die andere. Am Théâtre de l’Odéon in Paris präsentierte er – ebenfalls 2005 – Schändung, eine Titus-Andronicus-Bearbeitung von Botho Strauß. Als weitere zeitgenössische Autoren, für die sich Luc Bondy engagierte, sind die Französin Yasmina Reza und der Österreicher Peter Handke zu nennen. Bondy inszenierte zwei Uraufführungen von Reza – Drei Mal Leben (Akademietheater Wien, 2000) und Une pièce espagnole (Théâtre de la Madeleine in Paris, 2004) – sowie eine von Handke – Die schönen Tage von Aranjuez (Akademietheater, 2012).

### Wien, Salzburg und Brüssel
Bondy kam mit Marivaux und Mozart nach Wien. Die damalige Intendantin der Wiener Festwochen, Ursula Pasterk, sprach zwei Einladungen aus: 1985 gastierte die Berliner Schaubühne mit Marivauxs Triumph der Liebe in Wien, 1986 das Brüsseler Théâtre de la Monnaie mit Mozarts Così fan tutte. Mit diesen zwei außerordentlichen Erfolgen Bondys war die Grundlage für langjährige Zusammenarbeit in Schauspiel und Oper gelegt. 1990 folgte die Einladung der Wiener Staatsoper an Bondy – im Rahmen der Festwochen – gemeinsam mit GMD Claudio Abbado im Theater an der Wien da Pontes und Mozarts Don Giovanni zu erarbeiten.
Parallel zu seiner Berliner Arbeit gastierte er weiterhin an deutschen und französischen Bühnen und wurde 1992 von Gerard Mortier eingeladen, bei den Salzburger Festspielen die Salome von Oscar Wilde und Richard Strauss mit Catherine Malfitano in der Titelrolle zu inszenieren. Es dirigierte Christoph von Dohnányi. Die Inszenierung war derart erfolgreich, dass sie vom Royal Opera House Covent Garden in London übernommen und noch im Jahr 2007 an der Mailänder Scala gezeigt wurde, nunmehr mit Nadja Michael in der Titelpartie. 1993 folgte in Salzburg die Uraufführung von Botho Strauß’ Das Gleichgewicht, 1995 eine Neuinszenierung von da Pontes und Mozarts Le nozze di Figaro mit Nikolaus Harnoncourt am Pult der Wiener Philharmoniker.
1993 begann eine langjährige Zusammenarbeit mit dem belgischen Komponisten Philippe Boesmans und dem Brüsseler Théâtre de la Monnaie. Luc Bondy adaptierte und verantwortete die Libretti von Shakespeares Wintermärchen und drei Klassikern der Moderne – Schnitzlers Reigen, Strindbergs Fräulein Julie und Gombrowicz’ Yvonne, die Burgunderprinzessin. Boesmans schrieb die Musik und Bondy inszenierte die Uraufführungen in Brüssel bzw. an der Opéra National de Paris. Julie (2005) wurde auch beim Festival d’Aix-en-Provence gezeigt, Yvonne (2009) auch bei den Wiener Festwochen.

### Wiener Festwochen

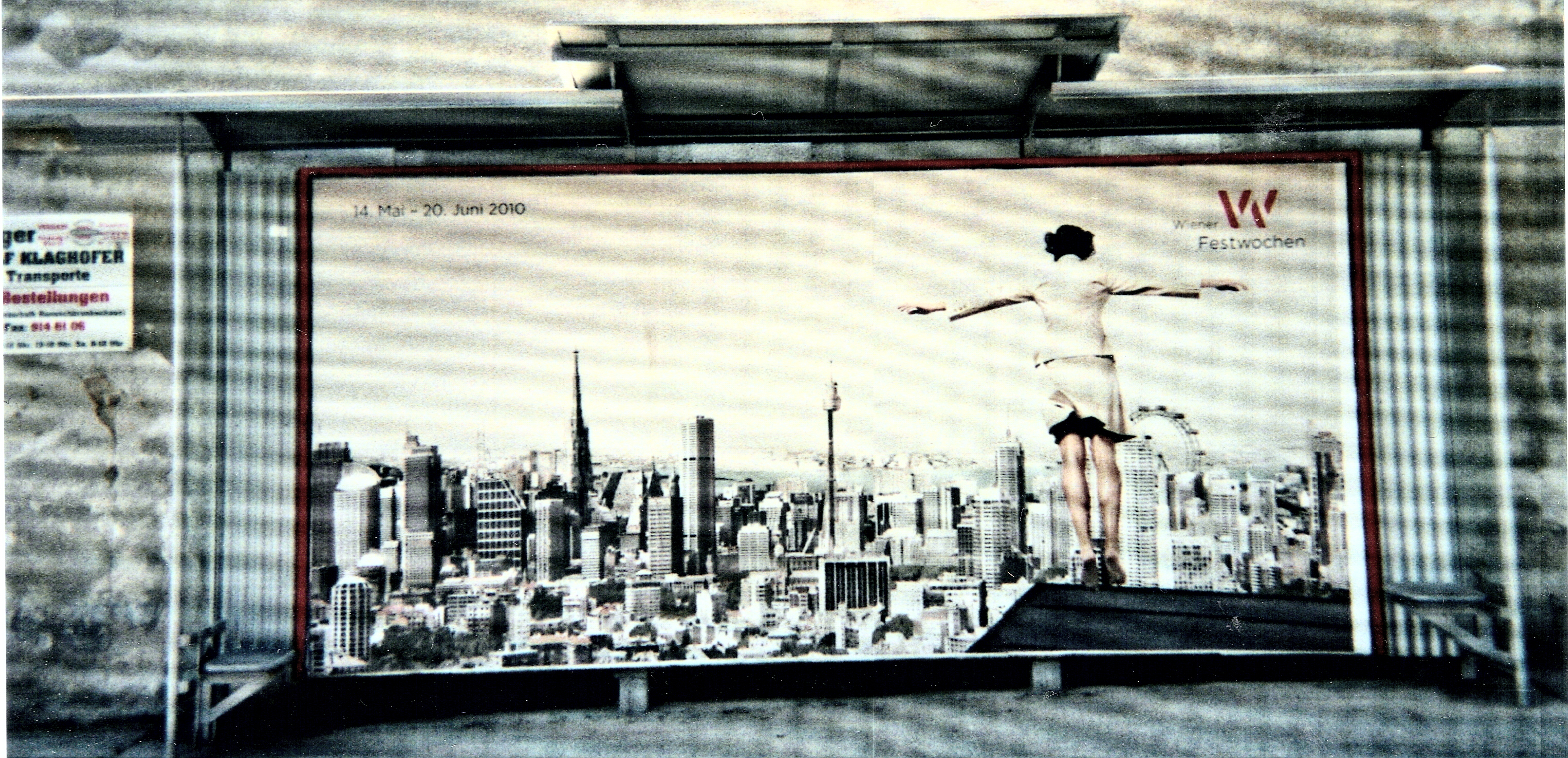
Plakat der Wiener Festwochen 2010

Ab 1997 prägte Bondy siebzehn Jahre lang die Wiener Festwochen in Leitungsfunktion und führte sie – gemeinsam mit seinen Schauspieldirektorinnen Marie Zimmermann (2002–2007) und Stefanie Carp (2008–2013) – zu internationaler Anerkennung. Ab 1997 lag die künstlerische Verantwortung fünf Jahre lang bei einem Dreierdirektorium, wobei Bondy für den Schauspielbereich verantwortlich zeichnete, Klaus-Peter Kehr für Musiktheater und Hortensia Völckers für Tanz und Sonderprojekte. Die Bestellung erfolgte durch Ursula Pasterk, die nunmehr als Stadträtin für Kultur zuständig war. Von 2002 bis 2013 zeichnete Luc Bondy als Intendant allein verantwortlich.
Das Verhältnis von Luc Bondy zu Wien war stets ambivalent. Einerseits wurden seine Inszenierungen von Publikum und Presse schnell gefeiert und bejubelt, andererseits wurde er selbst wegen seiner langen Abwesenheiten von Wien zum Teil heftig kritisiert und musste eine Reihe von subtilen und weniger subtilen Demütigungen hinnehmen. Die erste erfolgte schon nach seiner ersten in Wien erarbeiteten Inszenierung im Jahr 1990. Obwohl seinem Don Giovanni von Publikum und Presse heftig applaudiert wurde, kam es nur zu den ursprünglich geplanten sechs Festwochenaufführungen. Die Inszenierung wurde weder wieder aufgenommen, noch ins Haus am Ring übernommen. Dort spielte man lieber weiterhin die konventionelle und gefällige Version Franco Zeffirellis aus dem Jahr 1972. Die wohl letzte war, dass das Burgtheater seine hochgelobte Lear-Inszenierung mit Gert Voss aus dem Jahr 2007 nur selten ansetzte, jedoch unmittelbar nach Ende von Bondys Wiener Vertrag Peter Stein und Klaus Maria Brandauer einen neuen Lear erarbeiten ließ.
„Mit Wien habe ich eine Hassliebe, doch die Liebe ist größer“, sagte er zwei Jahre vor seinem Tod.

### New York
Luc Bondy hat nur einmal in New York inszeniert – Puccinis Tosca an der Metropolitan Opera im Jahr 2009 –, aber diese Inszenierung geriet zu einem veritablen Skandal. Im Theater und außerhalb. Das Premierenpublikum pfiff und buhte den Regisseur erbarmungslos aus, und Franco Zeffirelli attackierte seinen Kollegen massiv: „He’s not second rate. He’s third rate.“ Bondy konterte: „I’m a third-rate director, and he is a second assistant of Visconti.“ Auch versuchte er Zeffirelli „darüber aufzuklären, wem eine Oper wie Tosca gehört. Nach meinem Verständnis gehört sie Puccini, bei einem Konzertabend gehört sie dem Interpreten, jedenfalls gehört sie nicht Franco Zeffirelli allein.“ Hier gingen die Exponenten von Werktreue und Regietheater in direkte Konfrontation.

Die New Yorker Tosca war eine Koproduktion der Met mit der Bayerischen Staatsoper in München und dem Teatro alla Scala in Mailand. Sie erwies sich seit dem Skandal des Premierenabends als äußerst robust und langlebig, steht nach wie vor am Spielplan der drei Opernhäuser und wurde auch am Todestag von Luc Bondy in New York aufgeführt.

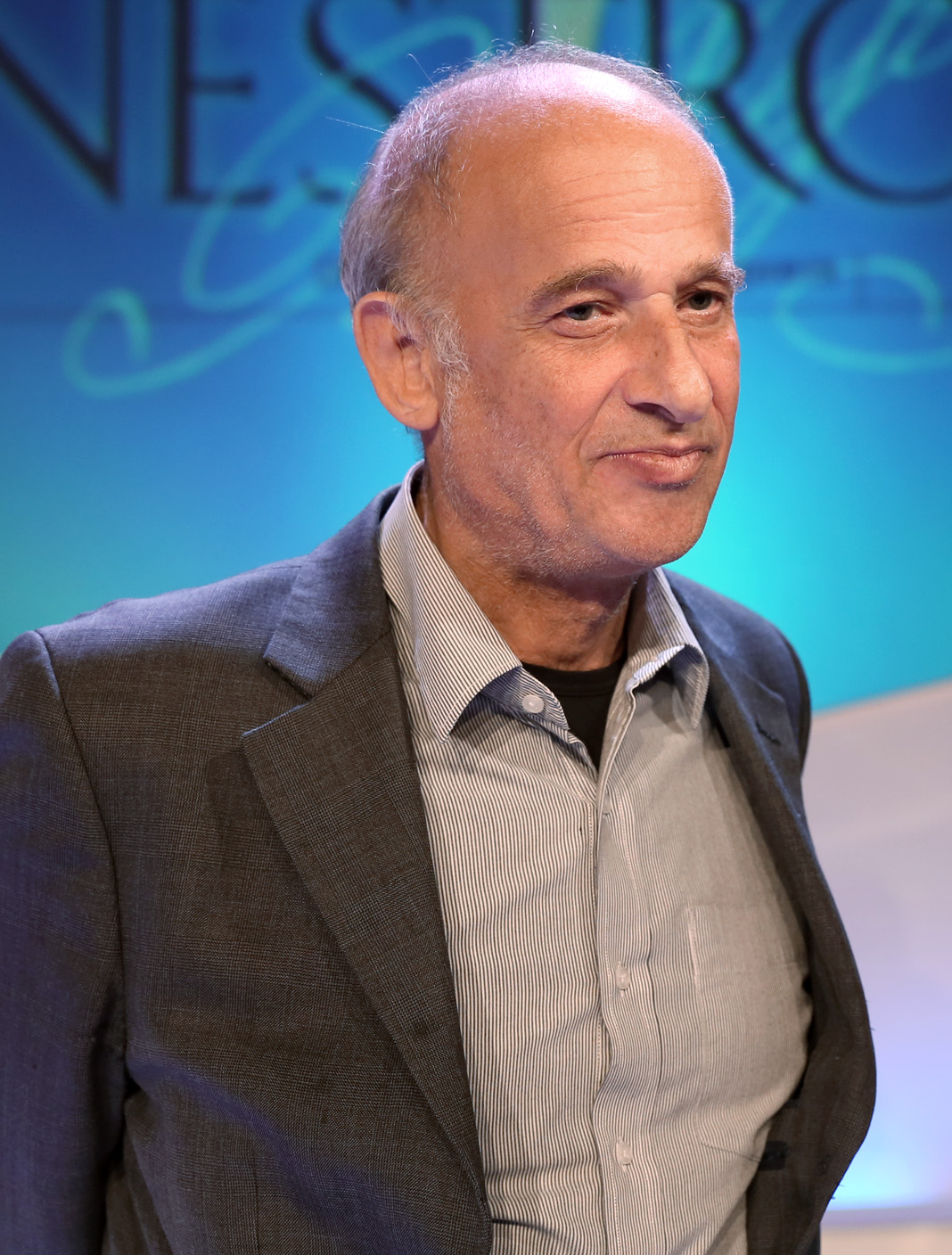
Luc Bondy (2013)

### Théâtre de l’Odéon

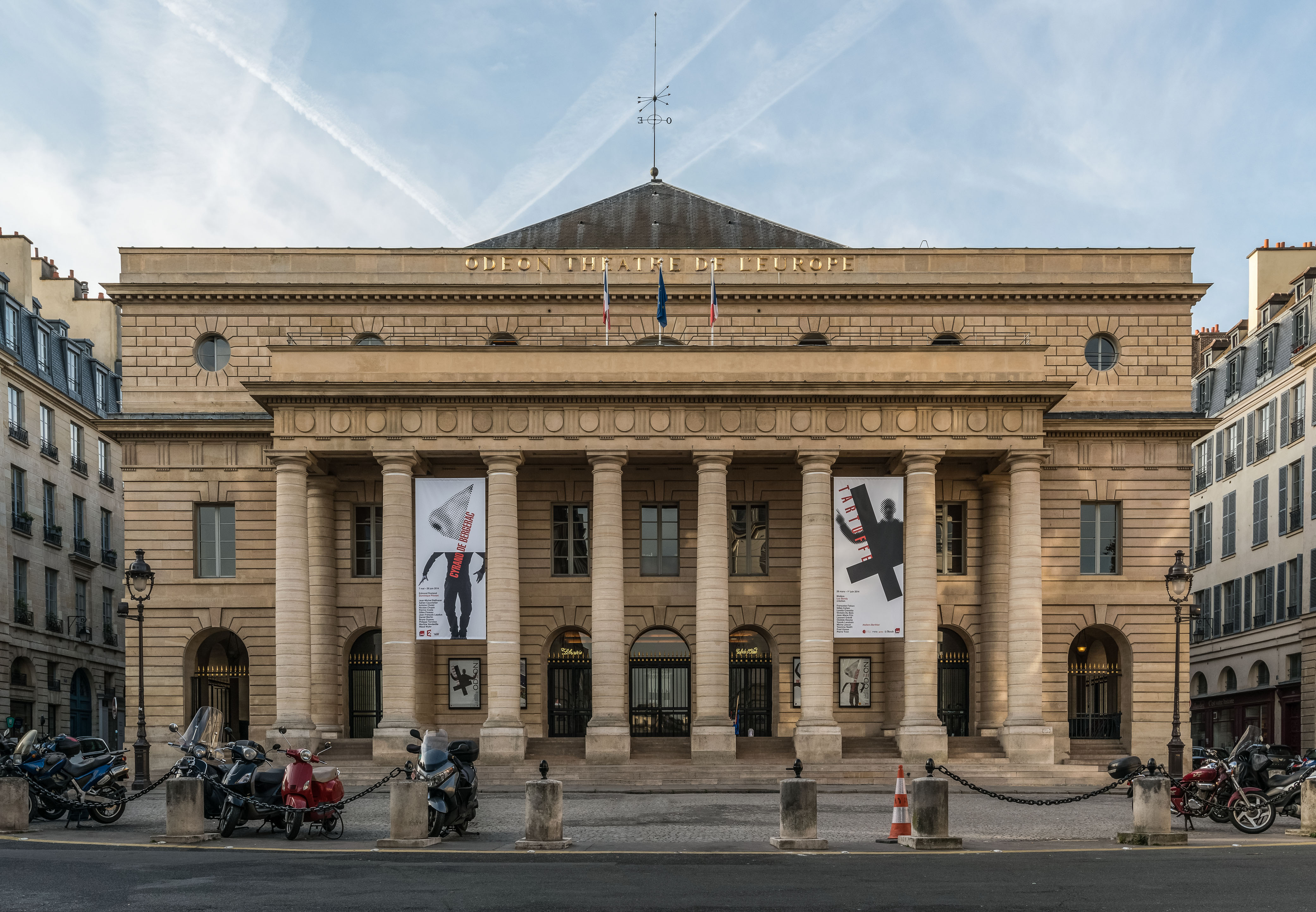
Théâtre National de l’Odéon

Im Jahr 2012 übernahm er die Leitung des Pariser Théâtre de l’Odéon und verlagerte den Schwerpunkt seiner Tätigkeit nach Frankreich. Bondy hatte lange Jahre mit Krankheiten zu kämpfen. Trotzdem setzte er sich immer wieder ans Regiepult.
Seine letzte Inszenierung galt Tschechows Iwanow, die Proben mussten bei Luc Bondy zu Hause beginnen, weil er nach einer Operation rekonvaleszent war. Die Premiere im Februar 2015 wurde von Publikum und Presse ebenso begeistert aufgenommen, wie viele seiner Arbeiten zuvor. Philippe Tessin, der Kritiker des Le Figaro, titelte Iwanow in seiner brutalen Wahrheit und lobte Vergänglichkeit, Melancholie und Eleganz der Aufführung. Im Nachruf derselben Zeitung wird der Regisseur als Phoenix gewürdigt und seine letzte Arbeit als „Meisterwerk der Feinheit und Tiefe“.
Luc Bondys letzter öffentlicher Auftritt fand Mitte Juli 2015 im Rahmen des Tschechow-Festivals in Moskau statt. Seine letzte Marivaux-Inszenierung – Les fausses confidences – mit erlesener Besetzung (Isabelle Huppert, Manon Combes, Louis Garrel, Yves Jacques, Sylvain Levitte, Jean-Pierre Malo, Bulle Ogier und Bernard Verley) war nach hundert ausverkauften Pariser Vorstellungen nach Moskau eingeladen worden und wurde dort begeistert willkommen geheißen. Diese Produktion wurde bereits 2014 in Athen, Luxemburg, Lyon, Rennes und bei den Ruhrfestspielen in Recklinghausen gezeigt.
Die für Januar 2016 geplante große Neuinszenierung von Shakespeares Othello am Théâtre de l’Odéon, mit Philippe Torreton als Othello, Marina Hands als Desdemona und Micha Lescot als Iago, wurde wenige Wochen vor seinem Tod auf die nächste Spielzeit verschoben. Bondy hatte sich verwehrt, die Rolle des Mohren von Venedig nach dem Kriterium der Hautfarbe zu besetzen: „Muss denn die Natur mit der Bühne zusammenfallen?“ Bereits im Jahr 2014 hatte er Shakespeares Text gemeinsam mit Daniel Loayza neu übersetzt.

### Neuerlich in Salzburg
Im Sommer 2014 war er der Uraufführungsregisseur der Oper Charlotte Salomon von Marc-André Dalbavie bei den Salzburger Festspielen. Eleonore Büning pries diese Produktion in der FAZ als „ein zartes Gesamtkunstwerk“ und als „funkelnde[s] Juwel der diesjährigen Festspiele“. Die Oper war der jungen jüdischen Künstlerin Charlotte Salomon gewidmet, die mit ihren Großeltern vor dem NS-Regime nach Frankreich geflüchtet war, im südfranzösischen Nizza jedoch „im September 1943, frisch verheiratet und im fünften Monat schwanger, […] denunziert, verhaftet, nach Auschwitz deportiert und ermordet“ wurde. Bondy, Dalbavie und die Librettistin Barbara Honigmann entschieden sich, die Rolle der Charlotte Salomon doppelt zu besetzen – mit der Sängerin Marianne Crebassa und mit der Schauspielerin Johanna Wokalek. In die Produktion integriert wurden sowohl Texte, als auch Gouachen der Künstlerin. Büning: „Ja, man kann ohne Übertreibung sagen: Knapp zweieinhalb Stunden lang wurde das Publikum in Bann geschlagen.“
Im Sommer 2015 sollte er bei den Salzburger Festspielen Wolfgang Rihms Eroberung von Mexico in der Felsenreitschule inszenieren. Er musste absagen, sein Kollege Peter Konwitschny übernahm. Bondy war auch als Uraufführungsregisseur der einzigen Oper von György Kurtág – Fin de partie nach Beckett – vorgesehen, die für November 2016 an der Mailänder Scala geplant war und dort schließlich am 15. November 2018 uraufgeführt wurde.

### Tod
Luc Bondy starb am 28. November 2015 im Alter von 67 Jahren in Zürich. Er hinterlässt seine ebenfalls am Theater arbeitende Frau Marie-Louise Bischofberger und die gemeinsamen Zwillingskinder, eine Tochter und einen Sohn.

## Zitate
„Was einem von einem Kunstwerk bleibt, ist nicht eine Ideologie, sondern Poesie. Eine Aufführung muß eine Lebenserfahrung assimilieren, auf die man sich beziehen kann, auch wenn man weiß, daß es sich um Kunst handelt.“

„In Deutschland wurde dem Meister (Peter Stein) oft seine Suche nach Harmonie und Schönheit angekreidet. Ja warum? Warum diese masochistische Sehnsucht nach Kaputtem, Häßlichem in einem Land, das sowieso noch viel Zeit braucht, um aus der Anmut der Formen etwas für die Seele zu lernen. Ich weiß, daß viele meinen, die Welt werde vom Häßlichen, Unangenehmen mit einem Spiegel geheilt. Aber ich mißtraue dieser Therapie. Ich glaube nicht einmal, daß es eine solche gibt.“

## Über Luc Bondy
„Seine Inszenierungen verlangen von uns das Entsetzen von heute, das Erbarmen von heute, oft ein Lachen von heute. Sie hindern uns, die Not ihrer Geschöpfe mit jenen falschen Münzen abzufinden, die wir für abendliche Ausflüge zu Kunst und Kultur einzustecken pflegen.“

„„Ich hasse Inszenierungen von Leuten, die in jeder Sekunde ihre Fantasie beweisen müssen“, meinte Bondy einmal im Spiegel. Als Regisseur war er ein Verführer und Animateur seiner Darsteller. In seinen Arbeiten hat Ivan Nagel eine „Unordentlichkeit, die uns zwingt, genau hinzusehen“ entdeckt, Bondy breche Schubladen auf und schüttle „durch seine Menschensucht Dogmen ab“. Bondy interessierte der Mensch, nicht die Theorie.“

## Rang
Peter von Becker reihte Luc Bondy in seinem Nachruf in die Liga der sieben wichtigsten Regisseure ab den 1970er Jahren ein, europaweit: „Er war jünger als Peter Brook, Peter Zadek, Peter Stein, Giorgio Strehler oder George Tabori. Aber in dieser künstlerischen Liga, wie sonst nur noch der vor zwei Jahren gleichfalls zu früh verstorbene Patrice Chéreau.“

## Wichtige Inszenierungen

### Schauspiel
- 1971: Der Narr und die Nonne von Stanisław Ignacy Witkiewicz in Göttingen
- 1971: Die Zofen von Jean Genet am Thalia Theater (Hamburg)
- 1972: Die Stühle von Eugène Ionesco in Nürnberg – Bühnenbild: Rolf Glittenberg
- 1973: Die See von Edward Bond am Münchner Residenztheater
- 1974: Glaube Liebe Hoffnung von Ödön von Horváth am Hamburger Schauspielhaus
- 1977: Man spielt nicht mit der Liebe von Alfred de Musset, Schaubühne am Halleschen Ufer in Berlin
- 1977: Gespenster von Henrik Ibsen am Hamburger Schauspielhaus
- 1980: Glückliche Tage von Samuel Beckett am Schauspiel Köln
- 1980: Yvonne, die Burgunderprinzessin von Witold Gombrowicz am Schauspiel Köln
- 1982: Macbeth von William Shakespeare am Schauspiel Köln
- 1982: Am Ziel von Thomas Bernhard am Schauspiel Köln
- 1983: Sommer von Edward Bond an den Münchner Kammerspielen
- 1984: Das weite Land von Arthur Schnitzler am Théâtre des Amandiers in Nanterre, auch als Film
- 1985: Der Triumph der Liebe von Pierre Marivaux an der Schaubühne am Lehniner Platz in Berlin, auch als Film
- 1986: Die Fremdenführerin von Botho Strauß an der Schaubühne am Lehniner Platz – Bühnenbild: Dieter Hacker, Karl-Ernst Herrmann, Kostüme: Susanne Raschig
- 1989: Die Zeit und das Zimmer von Botho Strauß an der Schaubühne am Lehniner Platz (Uraufführung)
- 1990: Ein Wintermärchen von William Shakespeare an der Schaubühne am Lehniner Platz in Berlin
- 1992: Schlußchor von Botho Strauß an der Schaubühne am Lehniner Platz in Berlin
- 1993: John Gabriel Borkman von Henrik Ibsen, Odéon – Théâtre de l’Europe, Paris
- 1993: Das Gleichgewicht von Botho Strauß bei den Salzburger Festspielen (Uraufführung)
- 1994: Die Stunde da wir nichts voneinander wußten von Peter Handke an der Schaubühne am Lehniner Platz in Berlin
- 1998: Figaro lässt sich scheiden von Ödön von Horváth am Theater in der Josefstadt (Wiener Festwochen) – Bühnenbild: Erich Wonder, Kostüme: Susanne Raschig
- 1999: Warten auf Godot von Samuel Beckett für die Wiener Festwochen – Bühnenbild: Gilles Aillaud, Kostüme: Marianne Glittenberg
- 2000: Die Möwe von Anton Tschechow für die Wiener Festwochen, in Koproduktion mit dem Burgtheater in Wien
- 2000: Drei Mal Leben von Yasmina Reza am Burgtheater in Wien (Uraufführung)
- 2002: Anatol von Arthur Schnitzler am Burgtheater in Wien
- 2005: Die eine und die andere von Botho Strauß am Berliner Ensemble
- 2005: Schändung nach Titus Andronicus von Botho Strauß am Théâtre de l’Odéon in Paris
- 2006: Schlaf von Jon Fosse als Koproduktion Burgtheater / Wiener Festwochen (Deutsche Erstaufführung)
- 2007: König Lear von William Shakespeare am Burgtheater in Wien[27]
- 2008: Die Zofen von Jean Genet an der Volksbühne Berlin[28]
- 2010: Die Stühle von Eugène Ionesco am Théâtre des Amandiers in Nanterre[29]
- 2012: Le Retour von Harold Pinter am Théâtre de l’Odéon, Paris
- 2013: Tartuffe von Molière am Akademietheater (Wien) im Rahmen der Wiener Festwochen
- 2013: Don Juan kommt aus dem Krieg von Ödön von Horváth am Berliner Ensemble
- 2014: Les Fausses Confidences von Pierre Carlet de Marivaux am Théâtre de l’Odéon, Paris
- 2015: Ivanov von Anton Tschechow am Odeon Theatre de l’Europe, Paris

### Oper
- 1978: Lulu von Alban Berg, Hamburgische Staatsoper
- 1981: Wozzeck von Alban Berg, Hamburgische Staatsoper
- 1986: Così fan tutte von Mozart, Théâtre des Amandiers Nanterre, Théâtre de la Monnaie Brüssel und Wiener Festwochen, Dirigent: Sylvain Cambreling
- 1989: L’incoronazione di Poppea von Claudio Monteverdi, bearbeitet von Philippe Boesmans, Amandier und La Monnaie
- 1990: Don Giovanni von Mozart, Wiener Festwochen, Dirigent: Claudio Abbado, mit Ruggero Raimondi
- 1992: Salome von Richard Strauss bei den Salzburger Festspielen, Dirigent: Christoph von Dohnányi, auch in Covent Garden London und an der Mailänder Scala
- 1993: Reigen von Philippe Boesmans, Libretto von Luc Bondy nach Schnitzlers Reigen, Théâtre de la Monnaie Brüssel (Uraufführung)
- 1995: Die Hochzeit des Figaro von Wolfgang Amadeus Mozart bei den Salzburger Festspielen, Dirigent: Nikolaus Harnoncourt
- 1996: Don Carlos von Giuseppe Verdi am Théâtre du Châtelet Paris, Dirigent: Antonio Pappano
- 1999: Wintermärchen von Philippe Boesmans, Libretto von Luc Bondy nach Shakespeares The Winter’s Tale, Théâtre de la Monnaie Brüssel (Uraufführung)
- 2000: Macbeth von Giuseppe Verdi, Wiener Festwochen, Dirigent: Richard Armstrong, danach auch an der Scottish Opera
- 2001: The Turn of the Screw von Benjamin Britten, Festival d’Aix-en-Provence, Dirigent: Daniel Harding, Wiederaufnahme 2005
- 2003: Hercules von Georg Friedrich Händel, Koproduktion von Festival d’Aix-en-Provence, Opéra National de Paris, Wiener Festwochen und De Nederlandse Opera, mit Les Arts Florissants, dirigiert von William Christie
- 2005: Julie von Philippe Boesmans, Libretto von Luc Bondy nach Strindbergs Fräulein Julie, Théâtre de la Monnaie und Festival d’Aix-en-Provence (Uraufführung)
- 2005: Idomeneo von Mozart am Teatro alla Scala, Dirigent: Daniel Harding, im Jahr darauf auch an der Opéra National de Paris
- 2009: Princesse de Bourgogne von Philippe Boesmans, Libretto von Luc Bondy und Marie-Louise Bischofberger nach dem gleichnamigen Stück von Witold Gombrowicz, Wiener Festwochen (Uraufführung)
- 2009: Tosca von Giacomo Puccini an der Metropolitan Opera,[30] danach auch in München und Mailand
- 2011: Rigoletto von Giuseppe Verdi, Wiener Festwochen, Dirigent: Omer Meir Wellber, Koproduktion mit der Met New York und der Mailänder Scala
- 2014: Charlotte Salomon von Marc-André Dalbavie bei den Salzburger Festspielen (Uraufführung)

## Filmregie und Drehbuch
- 1981: Die Ortliebschen Frauen
- 1987: Das weite Land
- 2004: Lass das sein (Ne fais pas ça)
- 2015: Falsche Vertraulichkeiten (Les Fausses confidences)

## Werke
- 1997: Das Fest des Augenblicks: Gespräche mit Georges Banu (Originaltitel: La fête de l’instant, übersetzt von Andres Müry), Residenz, Salzburg / Wien 1997, ISBN 3-7017-1064-3.
- 1998: Wo war ich? Einbildungen (= Meridiane, Band 14). Ammann, Zürich 1998, ISBN 3-250-60014-8
- 2005: Meine Dibbuks, verbesserte Träume. Zsolnay, Wien 2005, ISBN 978-3-552-05357-1.
- 2009: Am Fenster. Roman. Zsolnay, Wien 2009, ISBN 978-3-552-05472-1.
- 2012: Toronto. Gedichte. Zsolnay, Wien 2012, ISBN 978-3-552-05576-6.

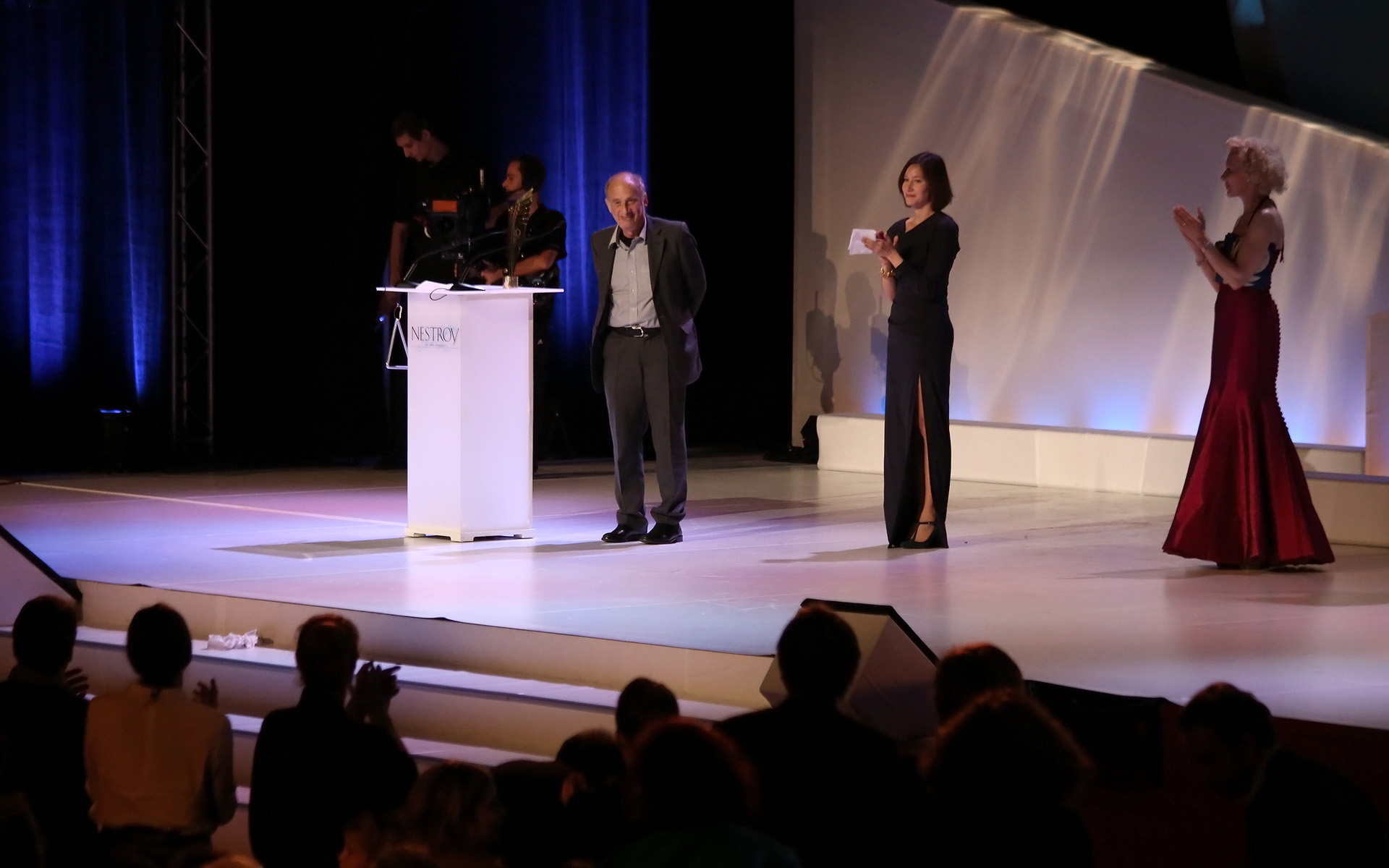
Bondy mit Laudatorin Johanna Wokalek und Moderatorin Sunnyi Melles beim Nestroy 2013

## Auszeichnungen
- 1983: Deutscher Kritikerpreis
- 1984: Große Theater-Trophäe des französischen Theater- und Musikkritikerverbandes
- 1997: Hans Reinhart-Ring
- 1998: Theaterpreis Berlin
- 2000: Nestroy-Theaterpreis (Kategorie Beste Regie), für Die Möwe am Akademietheater
- 2007: Ehrenmedaille der Bundeshauptstadt Wien in Gold[31]
- 2007: Nestroy-Theaterpreis-Nominierung (Kategorie Beste Regie), für König Lear am Burgtheater
- 2008: Zürcher Festspielpreis
- 2009: Kythera-Preis
- 2013: Goldenes Ehrenzeichen für Verdienste um das Land Wien
- 2013: Nestroy-Theaterpreis, Preis für das Lebenswerk
- 2014: Prix de l’Académie de Berlin